# Eretris suzannae
Eretris suzannae är en fjärilsart som beskrevs av Devries 1980. Eretris suzannae ingår i släktet Eretris och familjen praktfjärilar. Inga underarter finns listade i Catalogue of Life.